# Государственный авиационный завод в Кралево
Самолетостроительная мастерская авиационного технического бюро (серб. Аеропланска радионица Ваздухопловног техничког завода), также называлась Государственный авиационный завод в Кралево (серб. Државна Фабрика Авиона у Краљеву) — авиационный завод Королевство Югославия, основанный в городе Кралево в 1927 году. За время своего существования завод выпускал по лицензии самолёты Breguet Br.19 (425 экземпляров) и Dornier Do 17 (36 экземпляров). Во время вступления немецких войск в Кралево в 1941 году. производственные мощности завода были серьёзно повреждены. После окончания войны, завод был присоединен к вагоностроительному заводу и на этом производство авиационной технике в Кралево было прекращено.

## Строительство и контракт с Breguet
План модернизации Югославских королевских ВВС был принят в 1924 году командующим ВВС в 1923—1930 годах генералом Радисловом Станойловичем. Согласно плану необходимо было построить завод по производству современных самолётов и три аэродрома, один из которых должен был быть построен в Кралево. К тому времени в молодом королевстве только начали работать заводы Икарус в Нови-Сад и Рогожарски в Белграде, которые выпускали небольшими партиями легкие учебные самолёты. Однако военным требовались новые боевые самолёты, а также расширение инфраструктуры для их эксплуатации. Из-за угрозы войны с Италией и её сателлитами. требовалось построить аэродромы и новый завод в сельской местности. Командование ВВС приняло решение о покупке французских боевых самолётов Breguet 19, которые в то время были современным поколением самолётов, и завоевывали много мировых рекордов. Сербская армия в Первой мировой войне имела хороший опыт с эксплуатацией Breguet XIV. Во Французской Республике для этой цели, был одобрен кредит для Югославии в размере 300 000 000 франков на покупку 100 самолётов. Уже в 1925 году самолёты начали поступать в авиационные части.
В сентябре 1926 года на Дивльем поле под Кралево начало строительство военного завода для разработки и ремонта самолётов цельнометаллической конструкции, в основу которого было положено оборудование, полученное по репарациям из Германии, компенсирующих ущерб нанесенный Сербии в году Первой мировой войны. Наряду со строительством вели переговоры с Луи Бреге на покупку лицензии для производства самолёта, являвшегося в то время передовой технологией. Через год, 14 октября 1927 года был подписан контракт между Королевством Югославия и фирмой Бреге, сроком на 5 лет. К окончанию контракта Бреге должна была произвести 425 самолётов. Югославское правительство брало на себя строительство производственных помещений, ангаров, складов, железнодорожных путей к мастерским и жилья для французских рабочих и технического персонала. Французская сторона по договору должна была организовать производство и обучение местных работников.
Французские рабочие и инженеры прибыли на недавно построенный завод в мае 1928 года и начали сборку самолётов и подготовку югославских рабочих. Сначала это было просто монтаж готовых узлов, которые были привезены из Франции. Затем они начали производить на заводе простые, а позже и более сложные детали и узлы. И только спустя более года с завода сошёл первый из самолётов, полностью изготовленный на заводе. Производство первого самолёта было отмечено торжественным образом. Акт освящения был проведен епископом Жичским Николаем в присутствии политического и военного руководства страны, а также дипломатического корпуса. В церемонии также принял участие и Луи Бреге.
Пятилетнее рамочное соглашение предусматривало ежегодные соглашения которые определяли количество и другие детали контракта.
Первое соглашение было подписано 13 февраля 1928 года. Согласно ему ФАК (Фабрика авиона Краљево) собирала 50 самолётов Breguet Br.19 с двигателем Лорен. Первые комплекты стали приходить в марте того же года.
Второе соглашение было подписано 3 декабря 1928 года и представляло собой программу выпуска на 1929 год. Планировалось произвести 75 самолётов, из которых 34 самолётов с двигателями Лорен и 1 самолёт с двигателем Hispano-Suiza 500KS собирались на ФАК из узлов собранных на Бреге, ещё 25 самолётов Breguet 19 (9 с двигателями Лорен и 16 с Hispano-Suiza) также собирались на ФАК из деталей изготовленных на Breguet, остальные 15 самолётов Breguet 19 (все с двигателями Hispano-Suiza) собирались из деталей, изготовленных частью на ФАК, а частью на французском заводе.
Третье соглашение определяло производство в 1930 году. Согласно ему выпускалось 75 самолётов (26 с двигателями Лорен и 49 с Hispano-Suiza), полностью изготовленные на ФАК (за исключением двигателей). Кроме того по соглашению выпустили ещё 12 самолётов с двигателем Hispano-Suiza 500KS, которые выпустили в 1931 году.
Четвёртое соглашение предполагало произвести 100 экземпляров Breguet 19 и производство должно начаться в 1931 году после окончания выпуска по третьему соглашению. План состоял в том, чтобы изготовить 89 самолётов с отечественными двигателями Јупитер 420KS и используя фюзеляж второго поколения самолётов Breguet 19-7, разработанный на основе положительного опыта развития конструкции.
Пятое соглашение планировало строительство 125 экземпляров самолётов Breguet 19-7 но из-за проблем с закупками двигателя на некоторых из этих самолётов не были установлены двигатели Јупитер и 48 планеров без двигателя был помещены в резерв. Впоследствии на них был установлен двигатель Рајт Циклон.
После полного выполнения пятилетнего контракта, в ходе которого было произведено и поставлено в общей сложности 425 экземпляров самолётов их производство было остановлено. После сборки Breguet 19 и завершения контракта с французской компанией Breguet, авиазавод в Кралево перешёл к Авиационному техническому бюро, которое было одним из учреждений командования ВВС. В Кралево выполнялось техническое обслуживание, капитальный ремонт и производство запасных частей для самолётов Breguet 19.

## Кризис
В техническом и организационном аспектах завод достиг своего апогея в 1933 году, когда сотрудники освоили современные технологии производства самолётов. С окончанием производства самолётов Breguet и французского выхода из предприятия, последовало мощное влияние мирового кризиса. Государство больше не заказывало самолётов и компания выжила только благодаря техническому обслуживанию самолётов и производства запасных частей. Этого не было достаточно, чтобы содержать инженеров, техников и мастеров, которые несли на себе (в техническом смысле) производство. Когда в середине тридцатых годов из-за увеличения опасности начала войны снова пришло пониманию важности отечественной авиационной промышленности, Королевство купив лицензию на производство бомбардировщика Dornier Do 17 сделало попытку исправить свою ошибку, но, к сожалению, на её устранение уже не было достаточно времени.

## Реорганизация и производство Dornier Do 17
Югославские королевские ВВС решили вооружить части Dornier Do 17, как поставками уже готовых самолётов из Германии, так и лицензионным производства, которые должно будет выполняться в Кралево. Поставка готовых самолётов началось в 1936 году, а первые изготовленные Dornier Do 17 с завода в Кралево сошли в 1938 году. Поскольку организационно завод не подходил для промышленного производства самолётов, по предложению военного министерства, министерством торговли и финансов было принято решение о создании Государственного авиационного завода в Кралево (Државна фабрика авиона — ДФА), который должен был работать на чисто коммерческой основе под надзором министра армии и флота. Декрет-закон о создании завода, был опубликован в «Официальном вестнике» Королевства Югославии 21 марта 1939 году. Название компании было «Државна Фабрика Авиона у Краљеву». Завод являлся юридическим лицом, которое представлял один член Управляющего совета и директор или его представитель зарегистрированный в компетентном суде.
В отличие от немецких Dornier Do 17, самолёт югославского производства оснащался лицензионным двигателем Gnome-Rhone K 14 мощностью 640 л. с., мог нести отличные виды бомб, оснащался 20 мм пушкой Hispano-Suiza, пулеметом Browning калибра 13,2 мм и двумя пулеметами Browning калибра 7,92 мм.
ДФА совершала сборку и тестирование самолёта на земле и в воздухе, под контролем немецких специалистов. после чего самолёты передавались Авиационному техническому бюро, где на них устанавливались вооружение и оборудование. Поскольку немецкие специалисты смогли немного улучшить ТТХ, учитывая модификации вводимые на самолёте, то аппараты производимые на ДФА были лучше оригинальных немецких поставок.

## Во время второй мировой войны
Югославская армия при отступление из Кралево в апреле 1941 года заминировала жизненно важные части завода, чтобы немецкие оккупанты не могли во время войны наладить производство самолётов. Немцы смогли только время от времени проводить на этом заводе ремонт самолётов Breguet и Dornier. В октябре 1941 года немца в качестве наказания горожан расстреляли 540 рабочих завода. Немногие оставшиеся станки были демонтированы и вывезены в Германию в 1942 году. После освобождения, то что осталось от завода присоединили к вагоноремонтному заводу Кралево.